# Kalle Ankas Pocket 12: Farbror Joakim räddar äran
Farbror Joakim räddar äran är Kalle Ankas Pocket nummer 12 och publicerades 1972 av Hemmets Journals förlag. Översättningen till svenska gjordes av Ingrid Emond.

## Innehåll

### Inledning
Det är extraordinarie sammanträde i Supermiljardärernas klubb och von Pluring kräver att Joakim von Anka ska uteslutas ur föreningen. Som stöd för detta berättar han några av von Ankas äventyr.

### Farbror Joakim och den mystiska ön
Kalle Anka tänker vinna världsmästerskapen i surfning och för detta har han konstruerat en surfbräda med en helt regelvidrig motor. När han och Knattarna åker till stranden för att pröva den blåser Kalle iväg i en tornado långt ut över havet. Han landar på en plötsligt uppdykande ö i havet och blir tillfångatagen av två grottmänniskor. Denna utslocknade vulkan är en fristad sedan hundratals år för en grupp människor som får allt de behöver ur havet. Knattarna hittar ön och Kalles mössa och beger sig till farbror Joakim för att få hjälp. Joakim kan känna lukten av diamantförande jordlager. Tillbaka på ön blir Joakim och Knattarna tillfångatagna. Ön är förvisso full av diamanter och ädelstenar men Joakim måste lova att inte avslöja öns existens för att släppas.
Tillbaka i Ankeborg struntar Joakim i sitt löfte och utrustar en stor expedition för att tömma ön på ädelstenar. Expedition finner dock att vulkanen är helt tillsluten och det enda utbytet är en räkning på en miljard kronor för Joakim.

### Farbror Joakim filmar
Björnligan klär ut sig till filmare och kommer till kassavalvet för att spela in storfilmen "Hur man blir miljardär" om Joakims liv. Den fåfänge Joakim blir eld och lågor över detta, särskilt över att han erbjuds 50 miljoner kronor för att själv spela huvudrollen. Knattarna tycker att filmmakarna verkar lite väl amatörmässiga. När de kommer till scenen där Björnligan gör inbrott utvecklar sig det hela till ett äkta inbrott och Björnligan pumpar ut pengarna ur kassavalvet till några tankbilar. Som tur är råkar polisen ha tävling i att blåsa visselpipa i närheten och snart är Björnligan gripen igen.

### Farbror Joakim leder kassaskåpsbataljen
Farbror Joakim är olycklig över att han måste på affärsresa och därmed lämna sina klingande mynt i pengabingen. Lösningen är enkel men genial: ett självgående kassavalv på hjul som kan korsa både land och hav så har han alltid pengarna i närheten. Joakim, Kalle och Knattarna ger sig nu ut på affärsresa till Kanada.
Men Björnligan är minst lika listig. De låter bygga en identisk lika rullande pengabinge och en zeppelinare. En dag när ankorna har lämnat bingen för att gå och handla (billigt) byter Björnligan ut den rullande bingen mot en likadan fast tom och flyger iväg med Joakims alla pengar. Någon hjälp hos polisen får inte Joakim: inga tecken på inbrott, inga spår. Domaren tror helt enkelt att Joakim har smusslat undan pengarna själv för att slippa betala skatt.
Den nu utfattige Joakim får bo hemma hos Kalle. På gatan utanför passerar Björnligan i en lyxbil. Joakim säljer jordnötter till dem. Björnligan betalar med en femma och eftersom Joakim känner igen lukten på sedeln förstår han snart vad som har hänt. Han låter konstruera ännu en rullande pengabinge med två armar och tar upp jakten. Björnligan och deras rullande pengabinge gömmer sig i en indianby där byns vagnmakare utrustar deras binge också med två armar. Det blir en brottningsmatch mellan de två rullande kassavalven som Joakim vinner med ett judogrepp.

### Farbror Joakim och ullgruvan
Joakim har skaffat sig monopol på produktionen av ylle och köper 100 % av världens ull. Trots det finns det en konkurrent som Joakim inte lyckas knäcka: AB Vita Lamm säljer sin ull för halva priset. Joakim försöker stämma Vita Lamm inför domstol men misslyckas. Han bestämmer sig då för att göra upp i godo: om de slår sig ihop kan de ta ut vilket pris de vill. Joakim vet dock inte att Vita Lamm leds av Gittan som har ett enda villkor - att de gifter sig omedelbart.
Joakim vägrar och anlitar en detektiv för att få veta var ullen kommer ifrån. Vita Lamm verkar ha en ullgruva på okänd plats. Gröngölingsboken avslöjar att det finns en sådan på ön Nya Spinea i Bäbeiska havet. Joakim åker dit och hittar ullgruvan. Han erbjuder fåraherden pengar för att leverera ull till honom istället för till Gittan. Herden vet inte vad pengar är men Joakim berättar att herden kan få allt som finns med i en postorderkatalog.
När Joakim kommer dit nästa gång med allt som finns med i katalogen frågar herden var kryssningsbåten är någonstans, det fanns nämligen en bild på en sådan i katalogen. Joakim har satt sig själv i klistret genom sin snålhet.
Anmärkning: Ludde Spinnson är förstås Johannes Näbbelin. Historien i sig är väldigt lik "Farbror Joakim och den stora tårtstriden" i Kalle Ankas Pocket 18: Kalle Anka fäktar sig fram, även den med manus av Rodolfo Cimino.

### Farbror Joakim och alabasterflaskan
Magica de Hex läser om en alabasterflaska vars innehåll kan förvandla vilken metall som helst till guld. Även Joakim är intresserad av denna flaska och skickar Kalle till Parfumien för att hitta den. Joakim hittar flaskan hos en baron på en slott men Kalle råkar av misstag ha sönder den.

### Farbror Joakim och den maskerade tjuven
Trots sträng bevakning av Kalle drabbas Joakims kassavalv av mystiska stölder av en maskerad tjuv som lämnar retsamma lappar. Den maskerade slår sig ihop med Björnligan för att tömma kassavalvet en gång för alla men när Björnligan gräver sig in i kassavalvet visar det sig att de istället har grävt in sig i fängelset där polisen står och väntar på dem. Den maskerade tjuven är Joakim själv.

### Fiasko för Björn-ligan
Björnligan kidnappar Knattarna och skickar sedan ett utpressningsbrev till Joakim. Men att ha Knattarna kidnappade visar sig vara både dyrt och besvärligt och till slut blir de släppta.

## Tabell
| Serie nummer | Namn                                    | Ritad av                         | Manus                              | Originaltitel                                        | Kommentar     |
| ------------ | --------------------------------------- | -------------------------------- | ---------------------------------- | ---------------------------------------------------- | ------------- |
| 1            | Kalle Anka                              | Al Taliaferro                    | Bob Karp                           | Donald duck                                          |               |
| 2            | Inledning                               | Giuseppe Perego                  | Gian Giacomo Dalmasso              | Prologo a "Il grande papero                          | Ramberättelse |
| 3            | Farbror Joakim och den mystiska ön      | Romano Scarpa, Giorgio Cavazzano | Rodolfo Cimino                     | Zio Paperone e l'isola fantasma                      | -             |
| 4            | Farbror Joakim filmar                   | Massimo De Vita                  | Osvaldo Pavese                     | Zio Paperone e la troupe dei cineasti                | -             |
| 5            | Farbror Joakim leder kassaskåpsbataljen | Romano Scarpa, Giorgio Cavazzano | Rodolfo Cimino                     | Zio Paperone e la battaglia dei colossi              | -             |
| 6            | Farbror Joakim och ullgruvan            | Romano Scarpa, Giorgio Cavazzano | Rodolfo Cimino                     | Zio Paperone e la lana vulcanica                     | -             |
| 7            | Farbror Joakim och alabasterflaskan     | Giorgio Bordini                  | Abramo Barosso, Gian Paolo Barosso | Zio Paperone e l'ampolla d'alabastro                 | -             |
| 8            | Farbror Joakim och den maskerade tjuven | Giulio Chierchini                | Pier Carpi                         | Zio Paperone e il mistero del Papero Nero            | -             |
| 9            | Fiasko för Björn-ligan                  | Guido Scala, Luciano Bottaro     | Gian Giacomo Dalmasso              | Qui, Quo, Qua e il folle folle folle folle rapimento | -             |